# Hogna petersi
Hogna petersi este o specie de păianjeni din genul Hogna, familia Lycosidae. A fost descrisă pentru prima dată de Karsch, 1878.
Este endemică în Mozambic. Conform Catalogue of Life specia Hogna petersi nu are subspecii cunoscute.